# Paul Birch (basket-ball)
Pour les articles homonymes, voir Paul Birch et Birch.
Paul Birch, né le 4 janvier 1910, à Homestead, en Pennsylvanie et mort le 5 juin 1982, à Pittsburgh, en Pennsylvanie, est un ancien joueur et entraîneur américain de basket-ball. Il évolue au poste d'arrière.

## Palmarès
- Champion NBL 1944, 1945
- All-NBL First Team 1939